# Pailong
Pailong (kinesiska: 排龙, 排龙门巴族乡) är en socken i Kina. Den ligger i den autonoma regionen Tibet, i den sydvästra delen av landet, omkring 380 kilometer öster om regionhuvudstaden Lhasa.
Genomsnittlig årsnederbörd är 1 313 millimeter. Den regnigaste månaden är september, med i genomsnitt 243 mm nederbörd, och den torraste är januari, med 4 mm nederbörd.